# Phrudura leucadelpha
Phrudura leucadelpha är en fjärilsart som beskrevs av Louis Beethoven Prout 1928. Phrudura leucadelpha ingår i släktet Phrudura och familjen mätare. Inga underarter finns listade i Catalogue of Life.